# Билова листа
Билова листа је била истакнута листа грабежљивих издавача отвореног приступа коју је одржавао библиотекар Универзитета Колорадо Џефри Бил на свом блогу Scholarly Open Access. Листа је имала за циљ да документује издаваче са отвореним приступом који нису извршили стварну рецензију, ефективно објављујући било који чланак, док аутори плаћају накнаду за отворени приступ . Првобитно започета као лични подухват 2008. године, Билова листа је средином 2010-их постала широко праћено дело.
Његов утицај је навео неке издаваче на листи да запрете тужбама за клевету против Била, као и да поднесу званичне жалбе на Билов рад Универзитету Колорадо. У јануару 2017, Бил је уклонио листу са свог блога scholarlioa.com. Наводно, Бил је „био приморан да угаси свој блог због претњи и политике".  Међутим, Бил није јавно говорио о својој одлуци. 
Научници су ову листу користили да идентификују издаваче који експлоатишу и открију нежељену пошту издавача.   Затварање Билове листе неки су навели као трагедију,  а наследници су кренули да наставе Билов посао.

## Историја
Бил се први пут заинтересовао за предаторске часописе отвореног приступа (термин који је сковао) 2008. године, када је почео да добија бројне захтеве од сумњивих часописа да буде у њиховим уређивачким одборима . Рекао је да је „одмах постао фасциниран, јер је већина мејлова садржала бројне граматичке грешке”.  Почевши од 2008. године, водио је листу, како је навео, „потенцијалних, могућих или вероватних грабежљивих научних издавача отвореног приступа“.    Године 2011. на Биловој листи је било 18 издавача; до 29. децембра 2016. овај број је порастао на 923. 

### Правне претње
У фебруару 2013, издавач отвореног приступа Канадски центар за науку и образовање послао је писмо Билу у којем је навео да је Билово уврштавање његове компаније на своју листу сумњивих издавача отвореног приступа представљало клевету. У писму је такође наведено да ће га подвргнути "грађанској тужби", ако не скине компанију са своје листе. 
У 2013. Издавачка група OMICS је запретила да ће тужити Била за милијарду долара због његовог „смешног, неутемељеног, и дрског“ укључивања групе на своју листу, што „мирише на буквални непрофесионализам и ароганцију“.  Неизмењена реченица из писма гласила је: „Дозволите да вас на почетку упозоримо да је ово веома опасно путовање за Вас и да ћете се у потпуности изложити озбиљним правним импликацијама, укључујући кривичне случајеве покренуте против Вас у Индији и САД.  Бил је одговорио да је писмо "лоше написано и лично претеће" и изразио мишљење да је писмо "покушај да се одврати од огромности OMICS-ове уређивачке праксе".  Адвокати OMICS-а су навели да се надокнада штете води у складу са чланом 66А индијског Закона о информационим технологијама из 2000. године, који чини незаконитим коришћење рачунара за објављивање „било које информације које су крајње увредљиве или претећег карактера“ или за објављивање лажних информација.  У писму се наводи да је могућа казна три године затвора, иако је амерички адвокат рекао да су претње изгледале као "јавни трик" чија је намера била да "застраши". 

### Ко се боји рецензије?
У 2013, дописник Науке, Џон Боханон послао је 304 лажна научна чланка разним часописима отвореног приступа, од којих су многе објавили издавачи на Биловој листи. Међу овим издавачима који су завршили процес рецензије, 82% је прихватило рад. Боханон је навео да „резултати показују да је Бил добар у уочавању издавача са лошом контролом квалитета“. Бил је изјавио да резултати подржавају његову тврдњу да идентификује "грабежљиве" издаваче.  Међутим, преосталих 18% издавача које је Бил идентификовао као грабежљиве одбацило је лажни рад, што је довело до тога да научни комуникатор Фил Дејвис изјави „То значи да Бил лажно оптужује скоро сваког петог“. 
Значајне издавачке групе које су прошле ову операцију укључују РLoS One, Hindawi и Frontiers Media.   Frontiers Media ће касније бити додат на Билову листу 2015. године, што је изазвало контроверзу која се сматра главним разлогом због којег је Бил на крају повукао своју листу.  

### Експеримент "Др Фрауд".
Године 2015. четири истраживача су креирала измишљену научницу по имену Ана О. Шуст (oszust је пољска реч за „превара“) и пријавила се у њено име за место уредника у 360 научних часописа. Шустине квалификације су биле тужне за улогу уредника, никада није објавила чланак и није имала уредничког искуства. Књиге и поглавља у књигама наведени у њеној биографији су измишљена, као и издавачке куће које су наводно објавиле књиге.
Једна трећина часописа на које се Шуст пријавила је узоркована са Билове листе. Четрдесет од ових грабежљивих часописа прихватило је Шуст као уредника без икакве провере позадине и често у року од неколико дана или чак сати. Поређења ради, добила је минималан или никакав позитиван одговор од „контролних“ часописа који „морају да испуне одређене стандарде квалитета, укључујући етичке праксе објављивања.“.  Међу часописима који су узорковани из Directory of Open Access Journals (DOAJ), 8 од 120 прихватило је Шуст. DOAJ је од тада уклонио неке од погођених часописа у чишћењу 2016. Ниједан од 120 узоркованих часописа наведених у Journal Citation Reports (JCR) није понудио Шуст позицију.
Резултати експеримента објављени су у часопису Природа у марту 2017.  и широко представљени у штампи.   

### Уклањање
Дана 15. јануара 2017. уклоњен је цео садржај Биловог веб-сајта Scholarly Open Access, заједно са Биловом факултетском страницом на веб-страници Универзитета Колорадо.  Уклањање је прво примећено на друштвеним мрежама, уз спекулације о томе да ли је до уклањања дошло због миграције листе на управљање Cabell's International.  Компанија је касније негирала било какву везу, а њен потпредседник за пословни развој је изјавио да је Бил "био приморан да угаси блог због претњи и политике".  Универзитет Колорадо је такође изјавио да је одлука да се листа скине била лична одлука Била.  Бил је касније написао да је укинуо свој блог због притиска са Универзитета Колорадо, који је угрозио његову сигурност посла. 
Билов супервизор, Шеа Сваугер, написао је да је универзитет подржао Билов рад и да није угрозио његову академску слободу.  Захтев Frontiers Media да се отвори случај недоличног понашања у истраживању против Била, на који је Универзитет Колорадо пристао, наводи се као непосредан разлог да Бил скине листу. Истрага универзитета је затворена без налаза.   У интервјуу 2018. године, Бил је изјавио „мој универзитет почео да ме напада на неколико начина. Покренули су истрагу о недоличном понашању против мене (после седам месеци, резултат истраге је био да није било недоличног понашања). Они су ми такође ставили неквалификованог, лажљивог надзорника, који ме је стално нападао и малтретирао. Одлучио сам да више не могу безбедно да објавим листу са мојим универзитетом који ми прети на ове начине.“  Бил није поново активирао листу.

### Наследници
Од кад је Билова листа затворена, сличне листе су покренули други,  укључујући ЦСИР(Структурно инжењерски истраживачки центар) и непознату групу у Стоп Предаторским Часописима.   Cabell's International, компанија која нуди научно објављивање аналитике и друге научне сервисе, такође нуди оба црну и белу листу за претплату на њиховом сајту.   Од 2021. Норвешки научни индекс укључује категорију нивоа X која укључује часописе који су осумљичени да су били грабљиви, њихово оснивање је било повезано са изражавањем забринутости у вези са издавачем MDPI .  

## Критеријуми за укључивање
Бил је увео разнолике критеријуме пре укључивања аутора или часописа на његову листу. Укључени примери: 
- Два или више часописа имају исте редакције
- Има мало или нема географску разноликост између чланова његове редакције, посебно за часопис који тврди да је међународног обима
- Издавач нема политику или праксу за дигитално чување, мислећи се да ако часопис престаје са радом, сав садржај ће нестати са интернета
- Издавач копира доказе њихових ПДФ-ова, чиме је отежана провера плагијата
- Име часописа није у складу са мисијом часописа
- Издавач лажно тврди да је његов садржај индексиран у легитимним сервисима за апстаховање и индексирање или тврди да је његов садржај индексиран у ресурсима који нису услуге апстаховања и индексирања

## Критика
Стопа тачности листе од 82% у Ко се боји рецензије? операција убода је навела Фила Дависа да изјави "Бил лажно оптужује сваког петог да је потенцијални, могући или вероватни грабежљиви научник са отвореним приступом само на основу појављивања".  Он је написао да "би Бил требало да поново размотри укључивање издавача на своју 'грабежљиву' листу све док не добије доказе о неправедним поступцима. Бити погрешно обележен као 'потенцијални, могући или вероватни грабежљиви издавац' само по стицајима околности је као да шериф града Дивљег Запада баци каубоја у затвор само 'зато што мало смешно изгледа.' Уљудност захтева одговарајући поступак.“ 
Џозеф Еспозито је написао у The Scholarly Kitchen да је пратио неке од Билових радова са "све већом нелагодом"  и да је Билова „шира критика (заиста напад) Gold ОА и оних који је заговарају прешла границу“. 
Библиотекарке Универзитета у Њујорку Моника Бергер и Џил Сирасела написале су да су његови ставови били пристрасни у односу на часописе отвореног приступа из мање економски развијених земаља.  Бергер и Сирасела су тврдиле да "несавршен енглески или претежно западно уреднички одбор не чине часопис грабљивим".  Навели су да су "критеријуми који се користе за његову листу одлична полазна тачка за размишљање о обележјима грабљивих издавача и часописа“,  и сугерисали да „с обзиром на нејасноћу између издавача ниског квалитета и предаторских издавача, стављање на белу листу или листање издавачи и часописи који су проверени и верификовани да задовољавају одређене стандарде, могу бити боље решење од стављања на црну листу."  Међутим, за истраживање у земљама у развоју, листа је такође описана као посебно важна, као резултат слабијег приступа институционалној подршци за смернице за грабљиве издаваче. 
Рик Андерсон, помоћник декана у библиотеци Ј. Вилард Мариот, Универзитета Јута, оспорио је сам термин „предаторско објављивање отвореног приступа“: „шта мислимо када кажемо 'грабежљиво', и да ли је тај термин још увек користан?" Ово питање је постало релевантно због оног уобичајеног рефрена који се чује међу Биловим критичарима: да он испитује само једну врсту предаторства — ону која се природно појављује у контексту ОА који плаћа аутор.“  Андерсон је предложио да се термин „предаторски“ повуче у контексту научног објављивања: „То је лепа реч која привлачи пажњу, али нисам сигуран да је од помоћи описана... генерише више топлоте него светлости“.  Уместо њега, он је предложио термин „обмањујуће издаваштво“. 